# Ódin
Ódin (staroseversky Óðinn) je staroseverské jméno boha germánského a severského panteonu, zejména v severských pramenech, kde se o něm zachovalo nejvíc informací, vystupuje jako hlavní bůh náležící ke skupině bohů (božského rodu) zvaní Ásové (staroseversky Æsir). Tento bůh byl nicméně znám a uctíván patrně na celém území obývaném Germány. Na území dnešního horního Německa byl nazýván Wotanem a Wodenem, avšak jeho proto-germánské jméno znělo nejspíše Wōđinaz či Wōđanaz. Švédové mu říkali Oden, Anglosasové Wodan a Langobardi Godan. Nejvíce informací o něm však pochází ze severské mytologie, která se nám zachovala v ucelené podobě ve Starší a Mladší Eddě. Podle severské mytologie je Ódin synem obra Bora a obryně Bestly. Je Otcem veškerenstva, patronem básníků, bojovníků a státníků, bohem smrti, války a magie. Je také bohem extáze, extatického básnění a šamanských kouzel. Dokáže měnit podobu, ovládat mysl nepřátel, věštit a čarovat, k čemuž používá znalost run (jak je popsáno v Havamálu, básni z Poetické Eddy).

## Mytologie

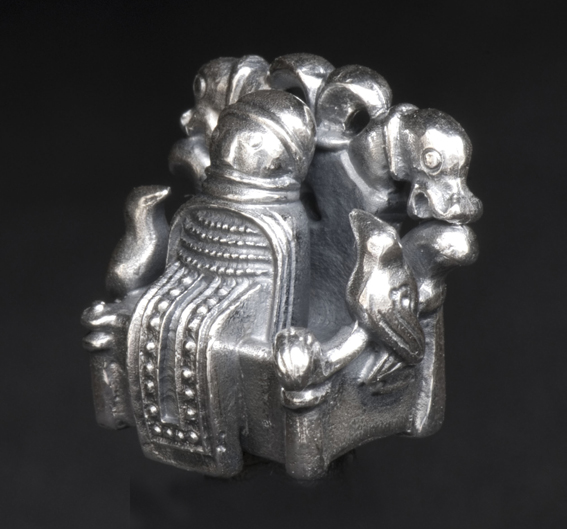
Soška z Lejre se sedící lidskou postavou na trůnu a dvěma havrany je pokládána za Ódina

Jako všichni Ásové je legendárně praktický. Spolu se svými dvěma bratry (Vili a Vé) patří mezi stvořitele lidí, kterým dal do vínku dech a život (snad údajně i duši, která má být nesmrtelná). Obětoval se pro lidstvo, aby získal runy a za své levé oko dosáhl při pití z Mímiho pramene (či Mímiho studny) „moudrosti věků“. Bývá popisován jako starší mohutný vysoký jednooký muž. I jemu byly v dávných dobách přinášeny lidské oběti. Mezi jeho rostliny patří jasan, jmelí, dub, laskavec, sturač a jilm.
Ódinovi je připisována spousta magických artefaktů. Patří mu oštěp Gungnir, který nikdy nemine cíl a má na hrotu runy zaručující právo. Jím vykonal první vraždu, která spustila válku s Vany. Dále to je kouzelný prsten Draupnir, z něhož se každou devátou noc objeví dalších osm prstenů, osminohý kůň Sleipnir, vlci Geri a Freki, krkavci Hugin a Munin, kteří každou noc létají nad zemí a přinášejí Ódinovi zprávy. Jeho dnem je středa; ve staré angličtině se tento den nazýval Wódnesdæg (Ódinův den), z čehož pochází dnešní Wednesday.
Shromažďuje bojovníky ochotné bojovat s ním při Ragnaröku a žít ve Valhalle. To umožňuje buď padnutí v bitvě nebo rituální poranění kopím, tzv. Ódinovo znamení. Ódin má tři sídla v Ásgardu. Prvním z nich je Gladsheim, rozlehlá hala, kde předsedal soudům. Jeho trůn Hlidskjalf stojí ve Valaskjálfu postaveném z pevného stříbra, což je druhá z jeho síní v Ásgardu, z něhož je vidět do všech devíti světů. Třetí je Valhalla, hala padlých, kde Ódin přijímá duše padlých válečníků. Jako vůdce armády mrtvých válečníků způsobuje noční bouře. Společně s Thórem a Týrem patří k nejdůležitějším severským (a vůbec germánským) bohům. Ve svatyni v Uppsale na území dnešního Švédska stála jeho socha společně s Thórem a Freyem.
Ódin měl dle severské mytologie několik žen a je otcem mnoha dětí. Se svou první ženou Frigg měl nejlaskavějšího syna Baldra a slepého Höda. S bohyní Fjörgyn měl dalšího syna, mocného Thóra.

## Wotan/Ódin a jeho kult v dochovaném umění

(jen některé dostupné obrázky)
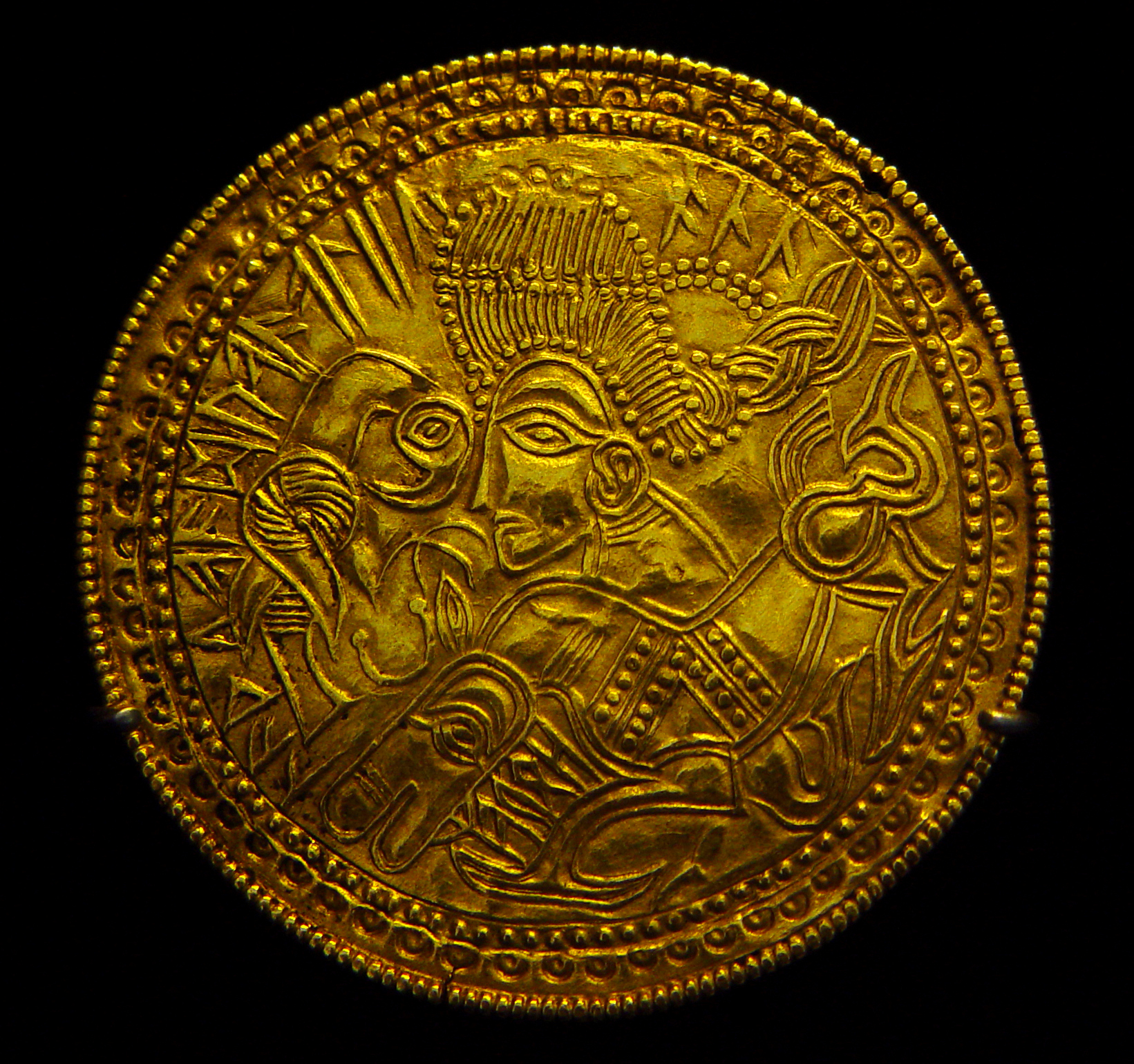
Zlatý brakteát z dánského Funenu zřejmě zobrazuje Ódina. Bylo nalezeno až šest set podobných, patrně sloužily jako odznaky hodnosti od germánského vůdce předním bojovníkům, ale není ani vyloučena ani funkce ochranného amuletu[4].
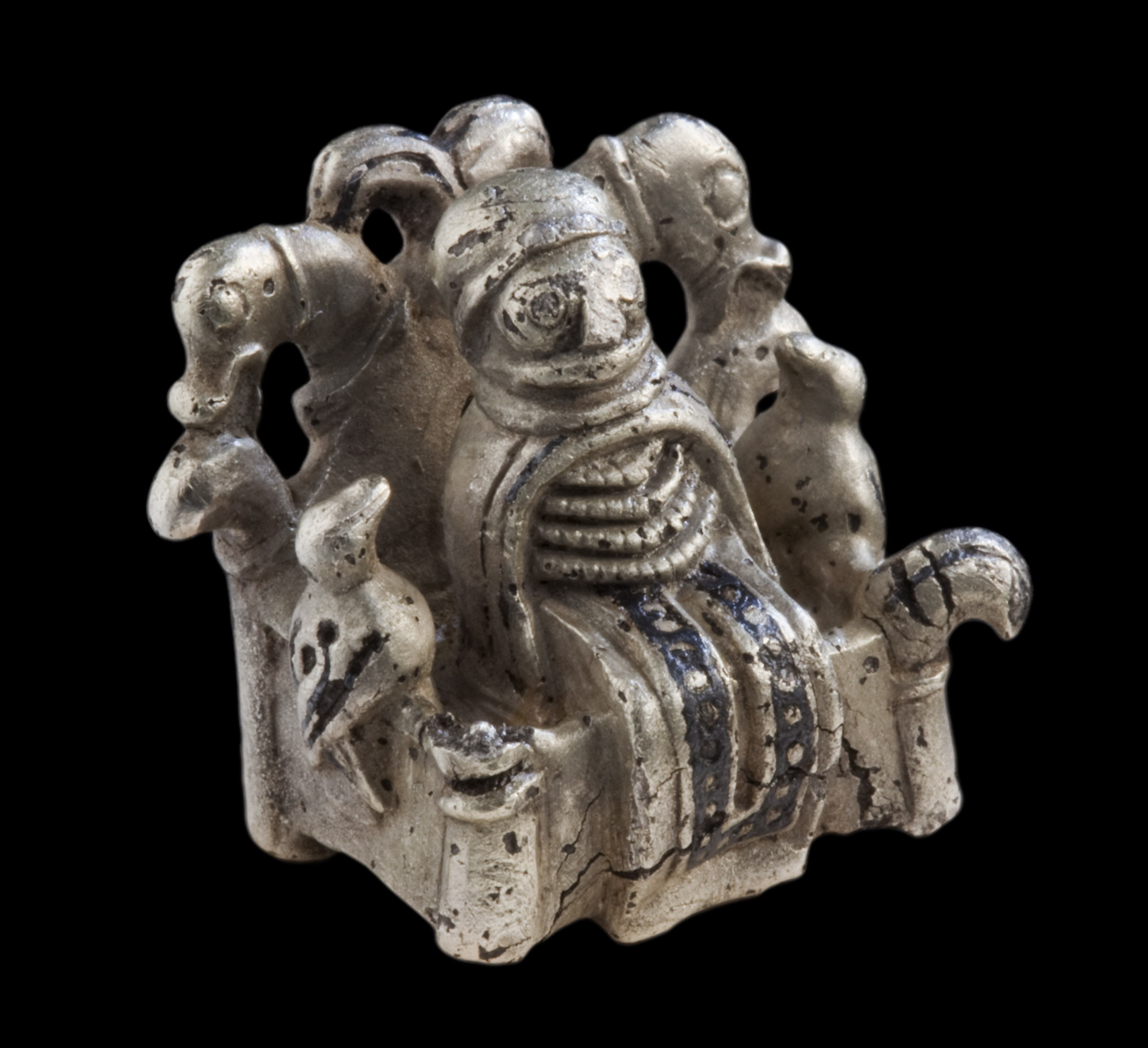
Sedící postavička z Lejre s dvěma havrany z jiného úhlu pohledu, nyní umístěná v Roskildském museu v Dánsku
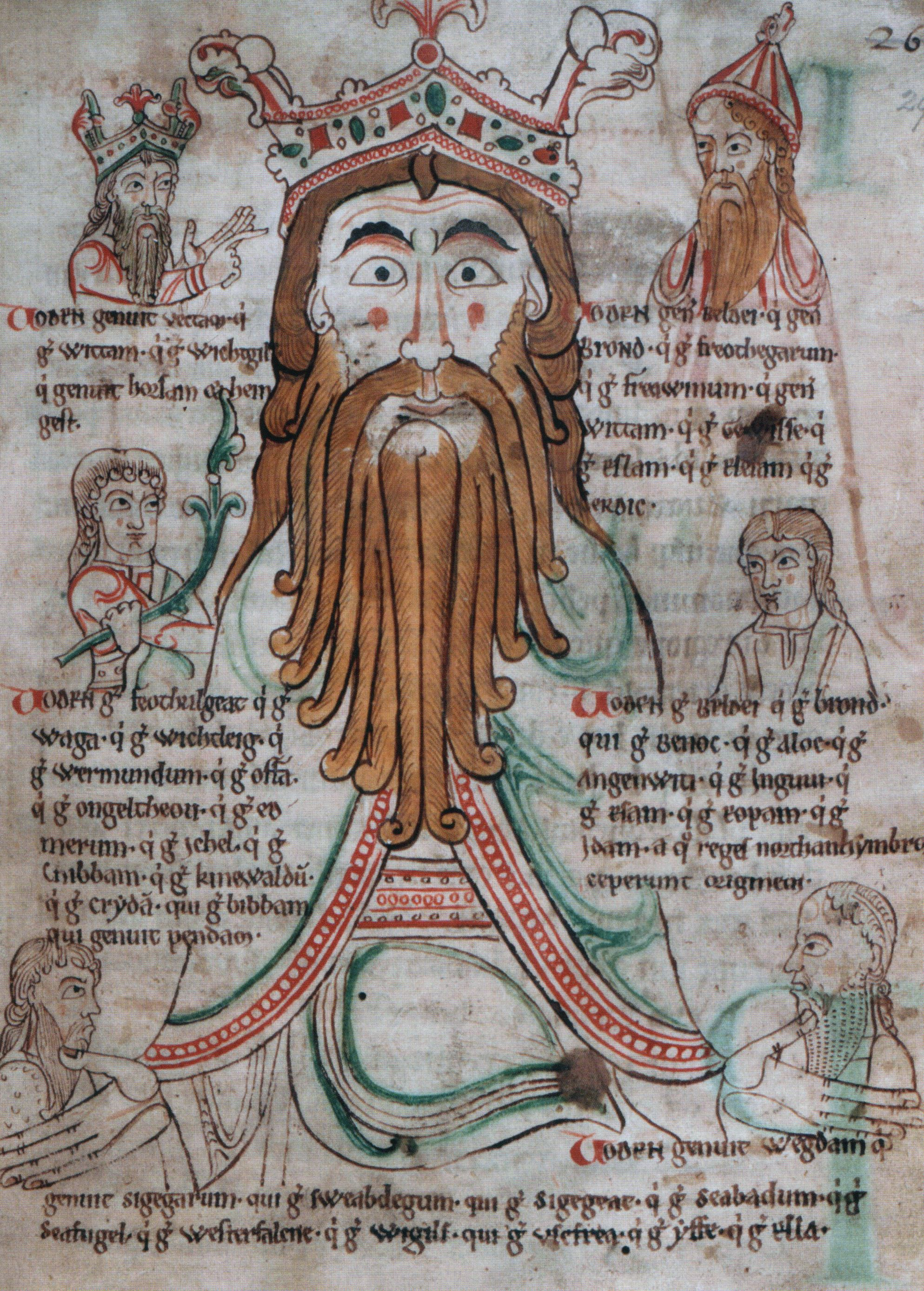
Ódin se svými syny, ilustrace anglického rukopisu z 12. století
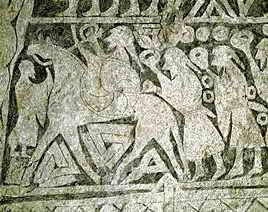
Tängelgardský kámen – Ódin na Sleipnirovi, valknuty ve formě triquetry jsou vyobrazeny pod koněm
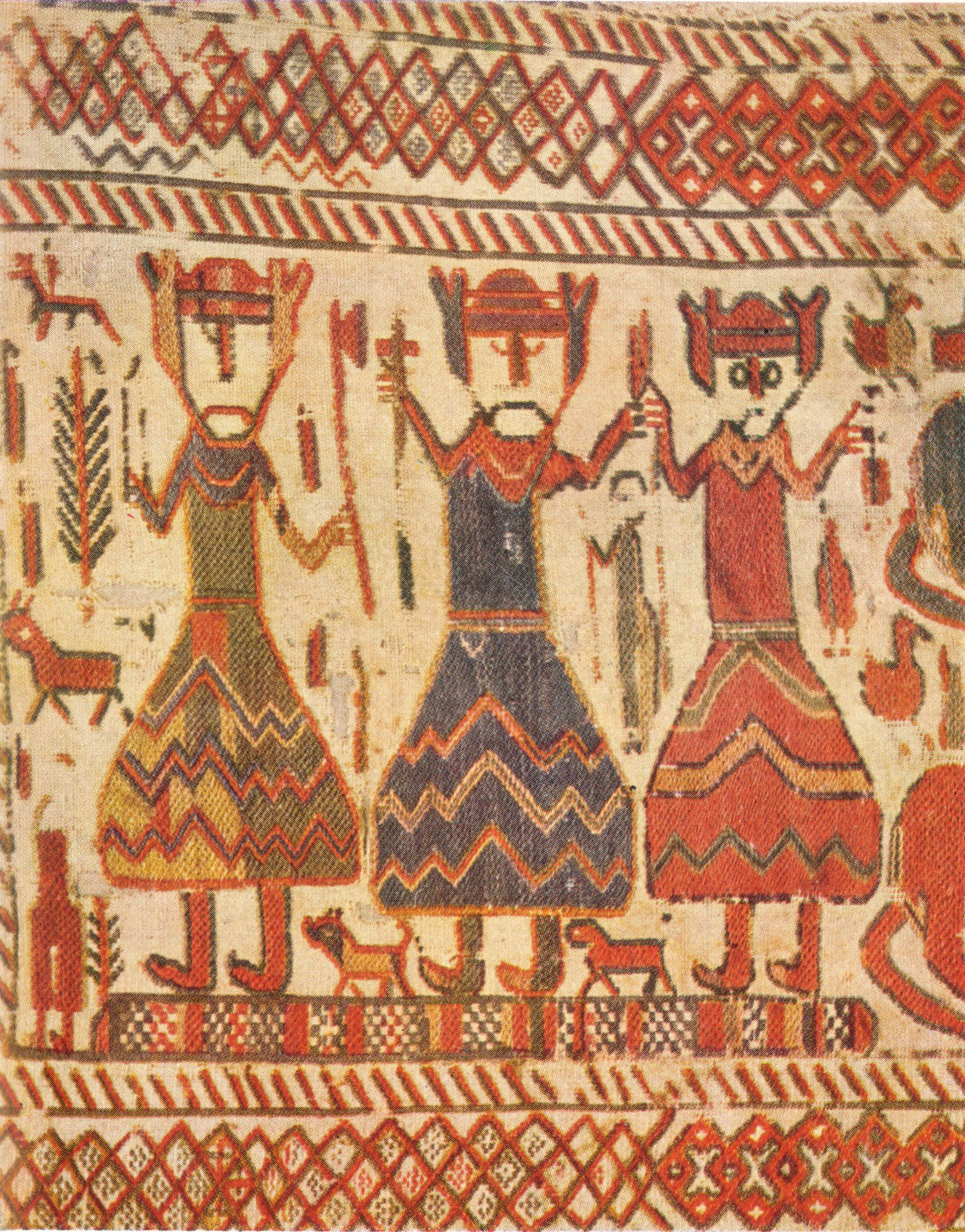
Pravděpodobné vyobrazení Ódina spolu s Thórem a Freyem(?) na tapiserii z 12. století
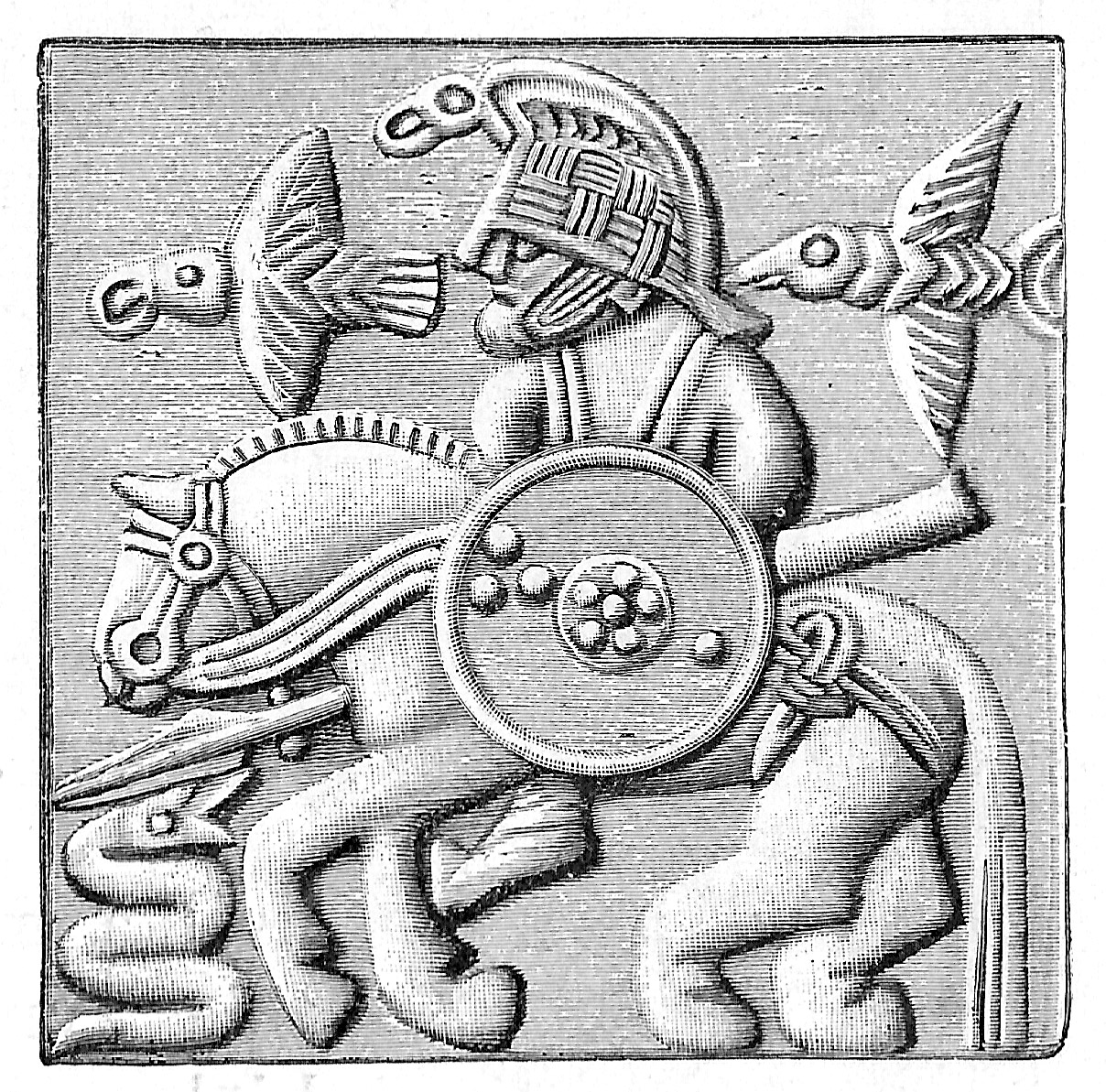
Jezdec s kopím a dvěma havrany, nákres z motivu z přilby vendelské éry
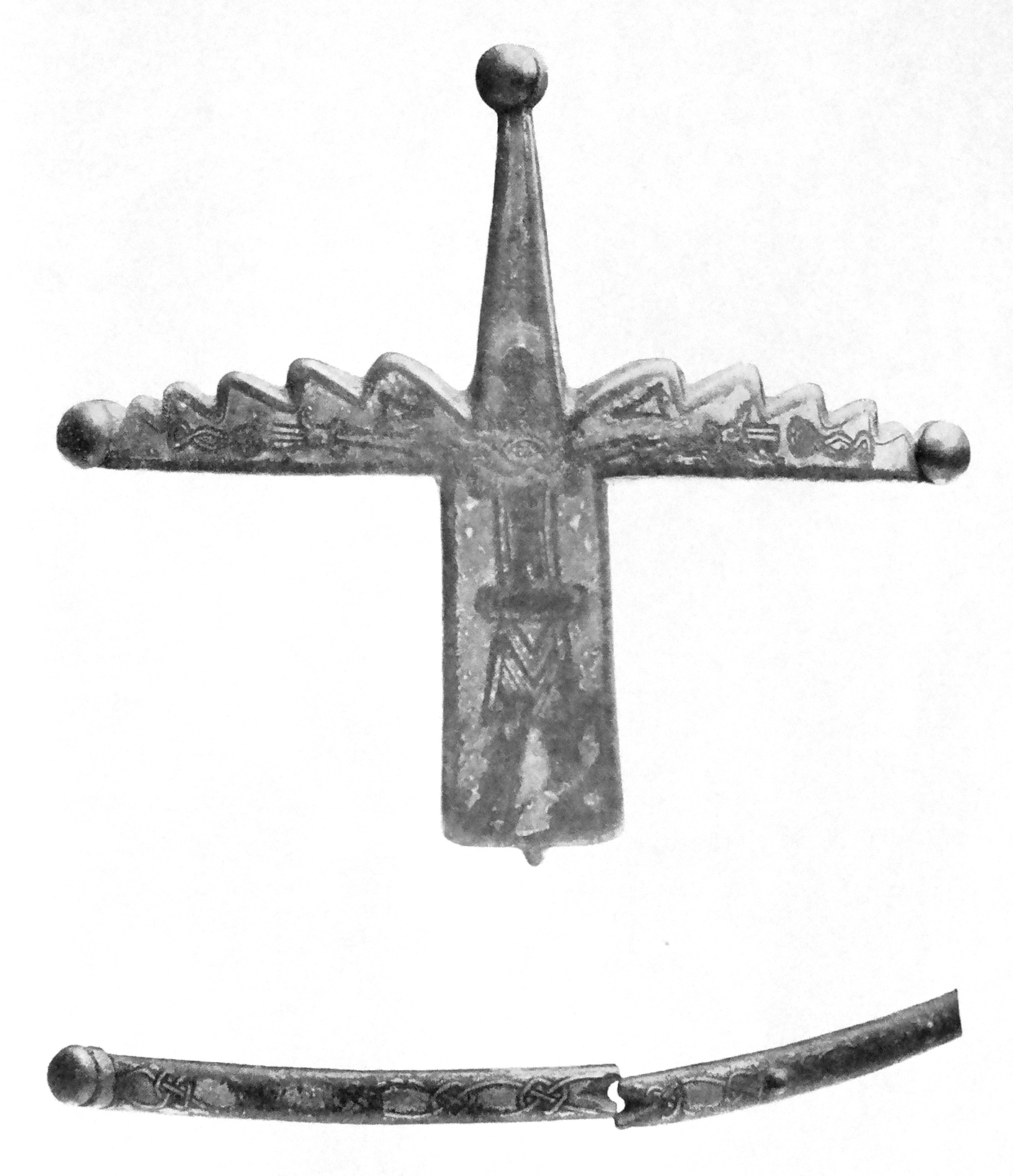
Nánosník Svatováclavské přilby pocházející ze Skandinávie zobrazuje Krista přivázaného ke kříži.

### Svatováclavská přilba
Podle názoru některých historiků, např. Petra Sommera nebo PhDr. Anežky Merhautové se vyobrazení boha Ódina nachází na Svatováclavské přilbě – Anežka Merhautová po své analýze Svatováclavské helmy (jejíž výsledky publikovala roku 1992) určila vznik helmy do 10. století smontováním jednoduché domácí přilby a čelenky severského původu s vyobrazením boha Ódina připoutaného ke stromu Yggdrasil, které bylo pro křesťanské prostředí nově interpretováno jako obraz ukřižovaného Krista. Dle mytologie Ódin obětoval sám sebe, když byl po devět dní a nocí zavěšen na kmeni stromu Yggdrasil a probodnutý kopím Gungnirem, aby tak získal tajemství run, symbolu moudrosti.

## Ódin v moderním umění

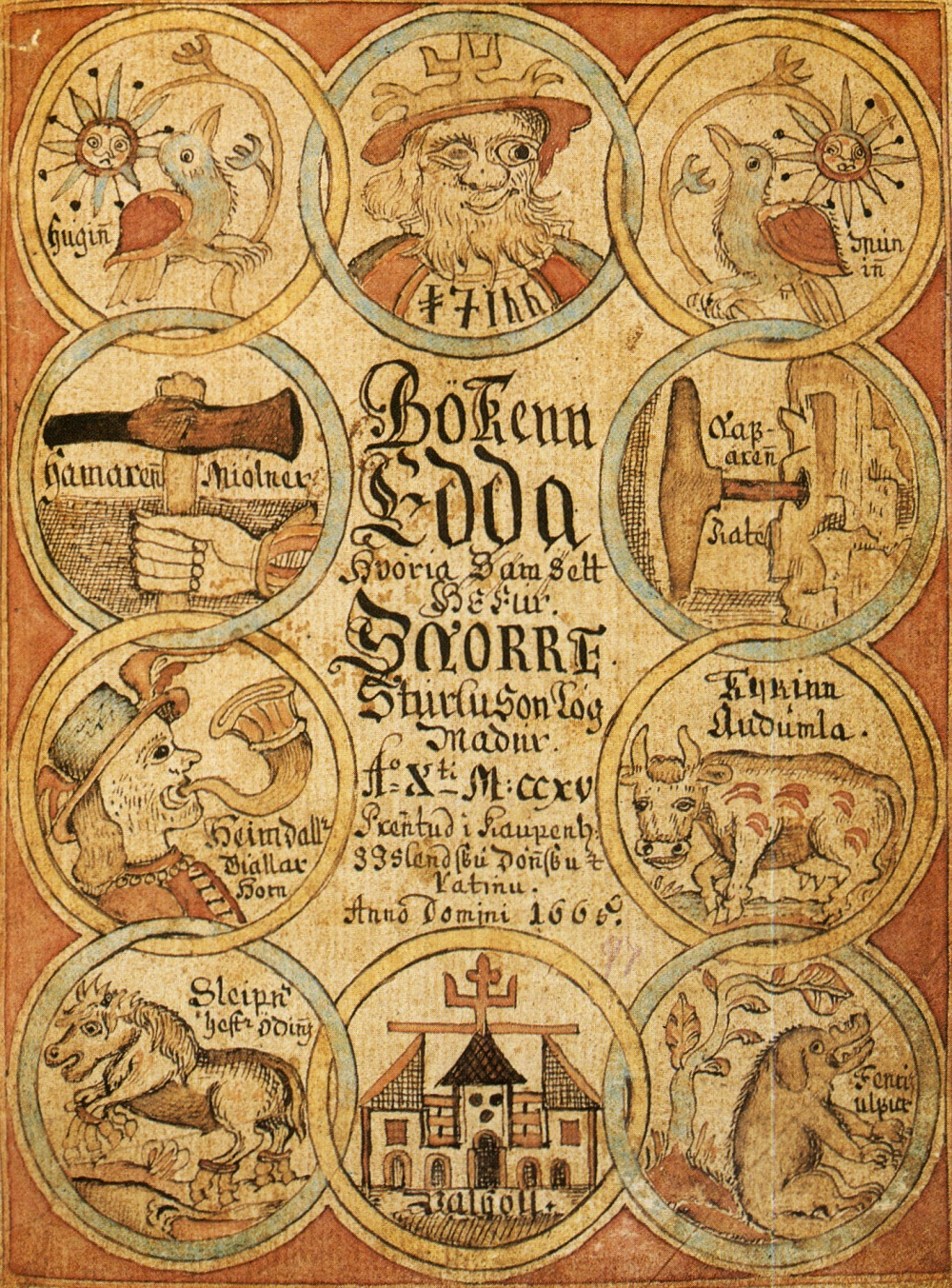
Ódin, Heimdall a Sleipnir na titulní straně Starší Eddy z 18. století
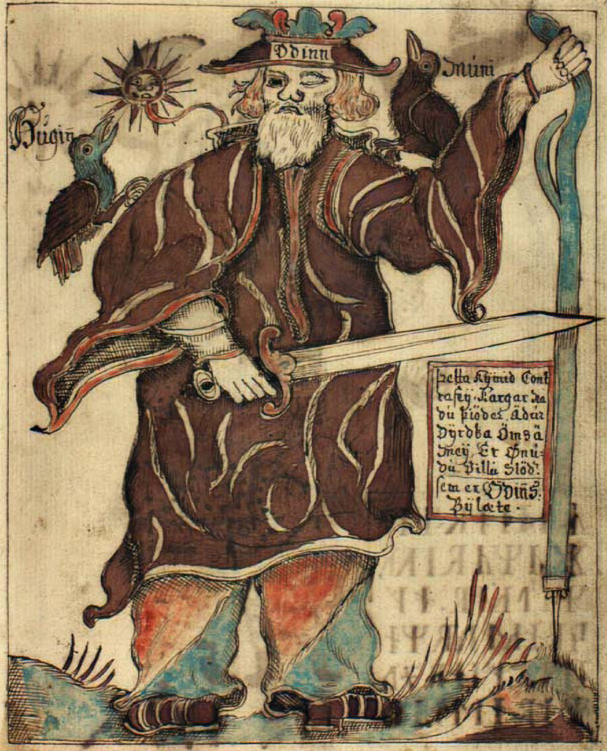
Ilustrace Ódina ve Starší Eddě z 18. století
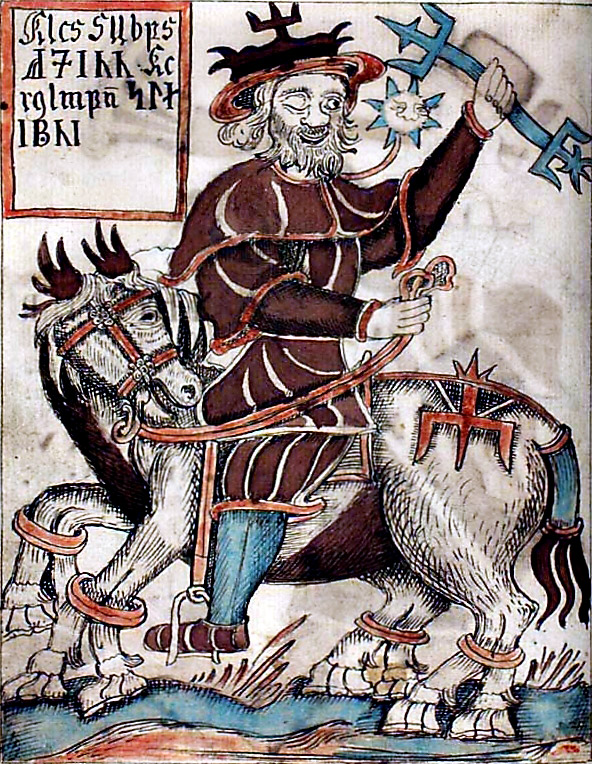
Ódin na svém oři Sleipnim, ilustrace ve Starší Eddě z 18. století
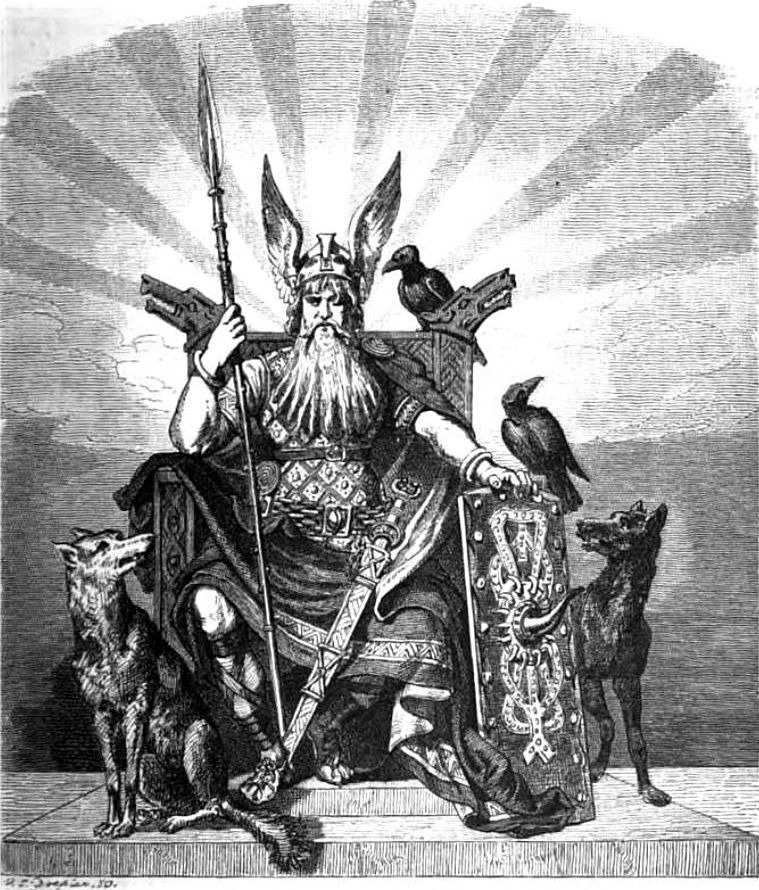
Romantické vyobrazení Ódina s jeho magickým kopím, havrany a vlky (Carl Emil Doepler (1824–1905)
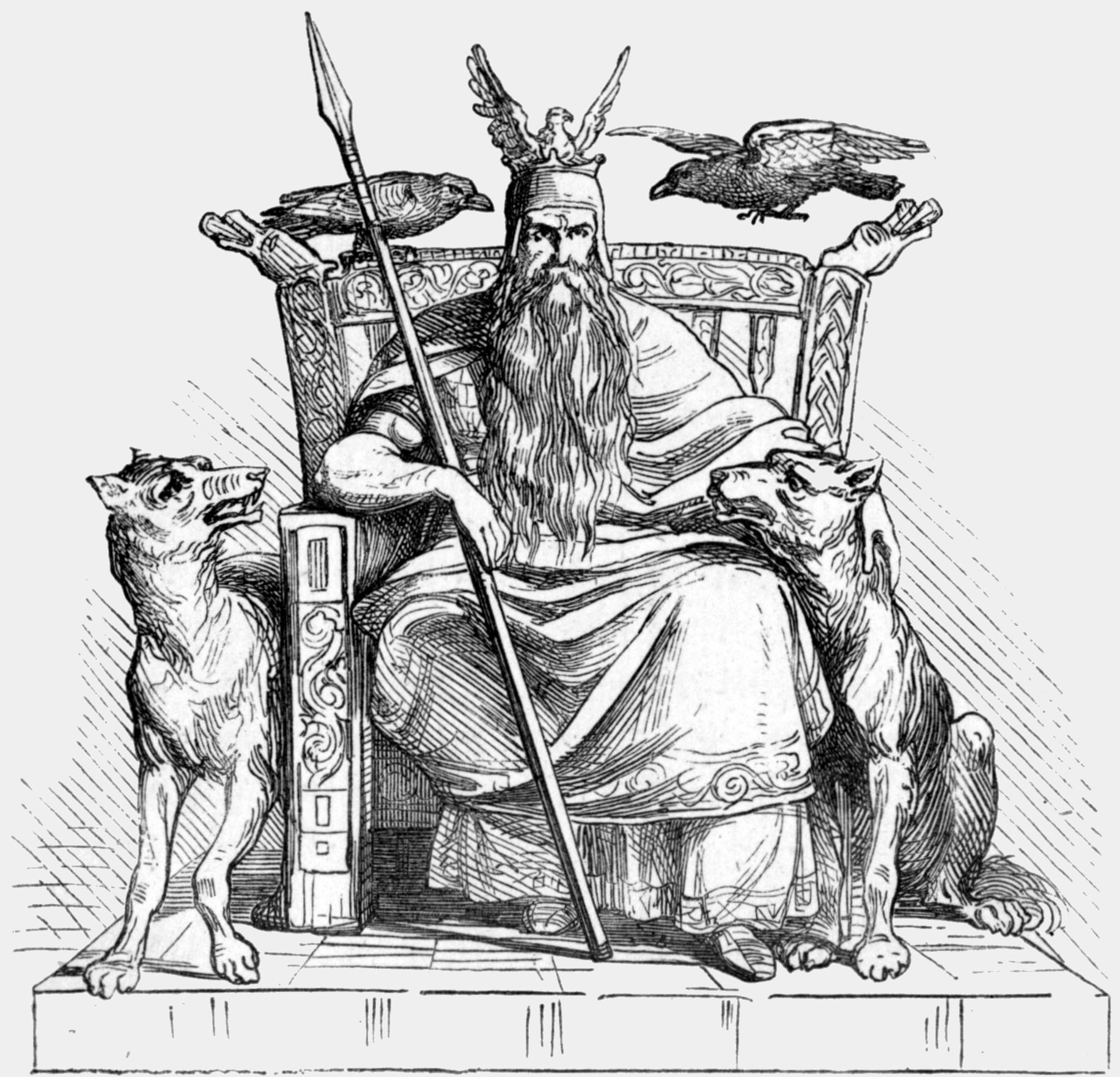
Ódin v Manuálu mytologie (ilustrace Alexandra Murraye, publikováno 1865)
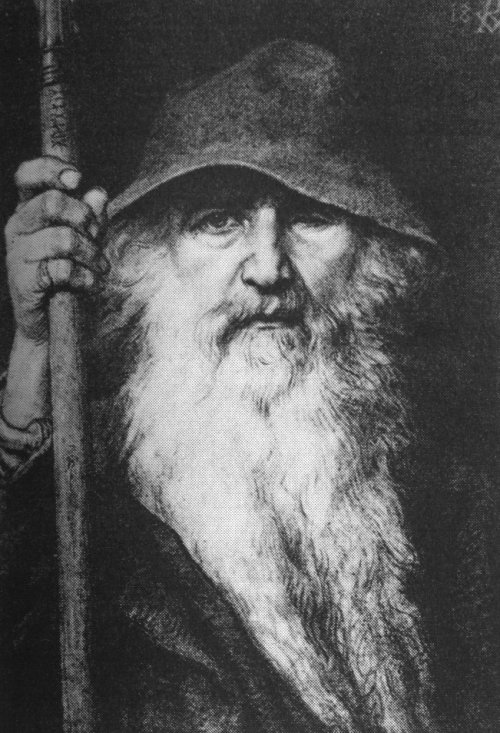
Romantické zpodobnění Ódina, Georg von Rosen, 1886
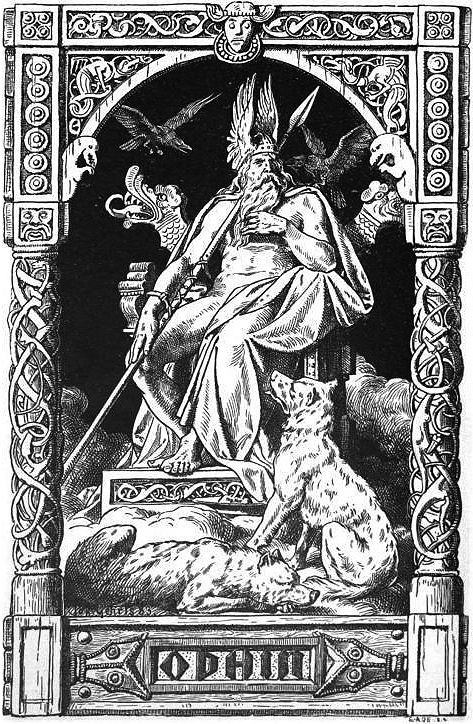
Odhin (Johannes Gehrts, 1901)
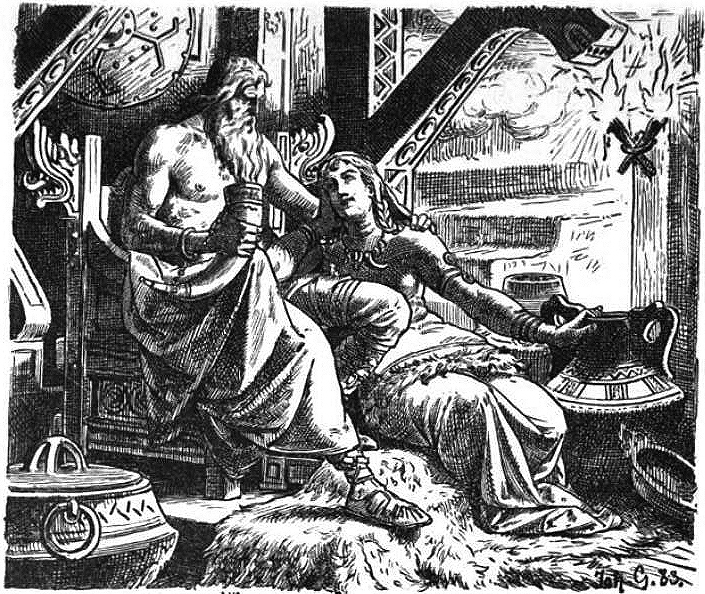
Ódin s Gunnlöd (Johannes Gehrts, 1901)
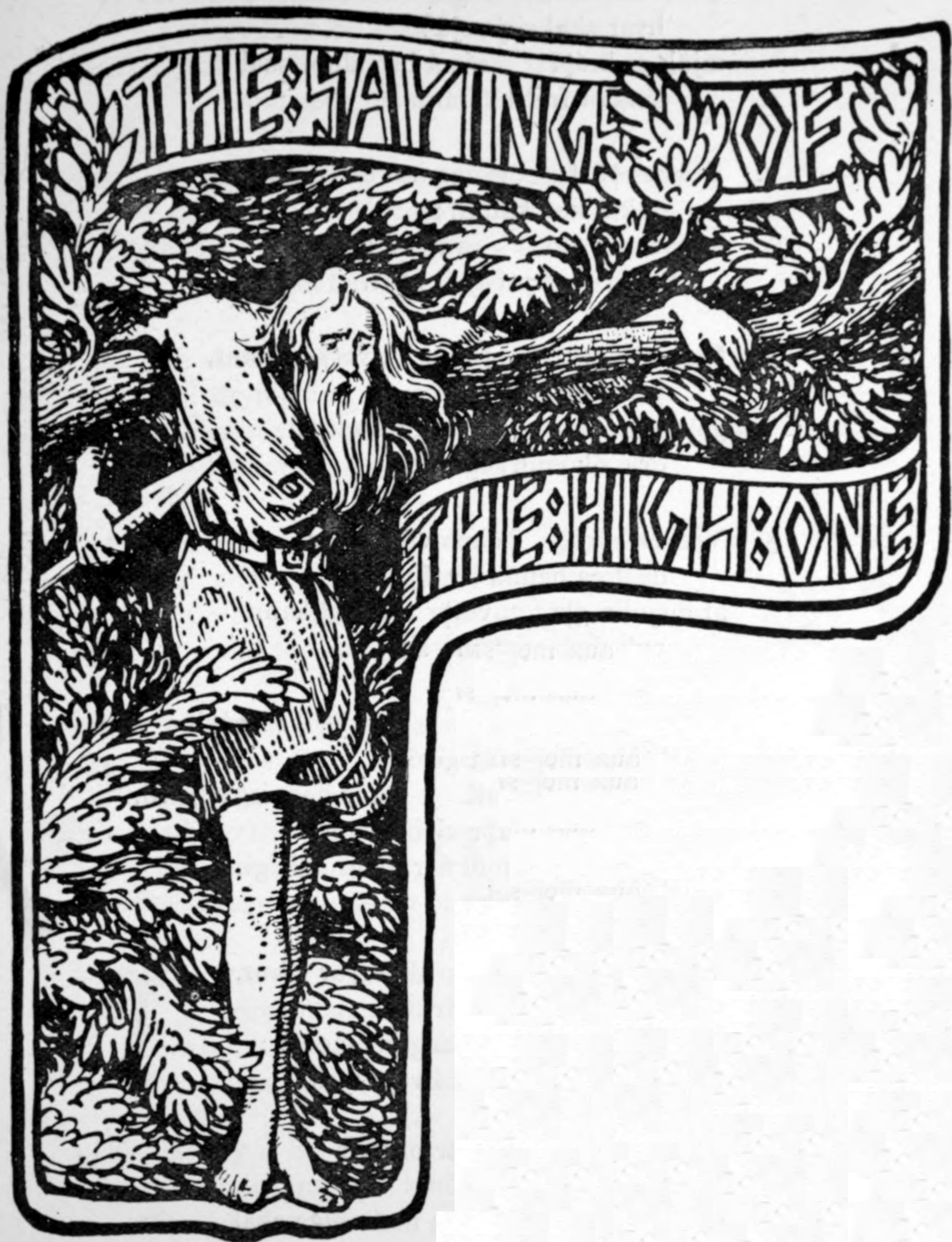
Ódinovo sebeobětování (ilustrace W.G. Collingwood, 1908)
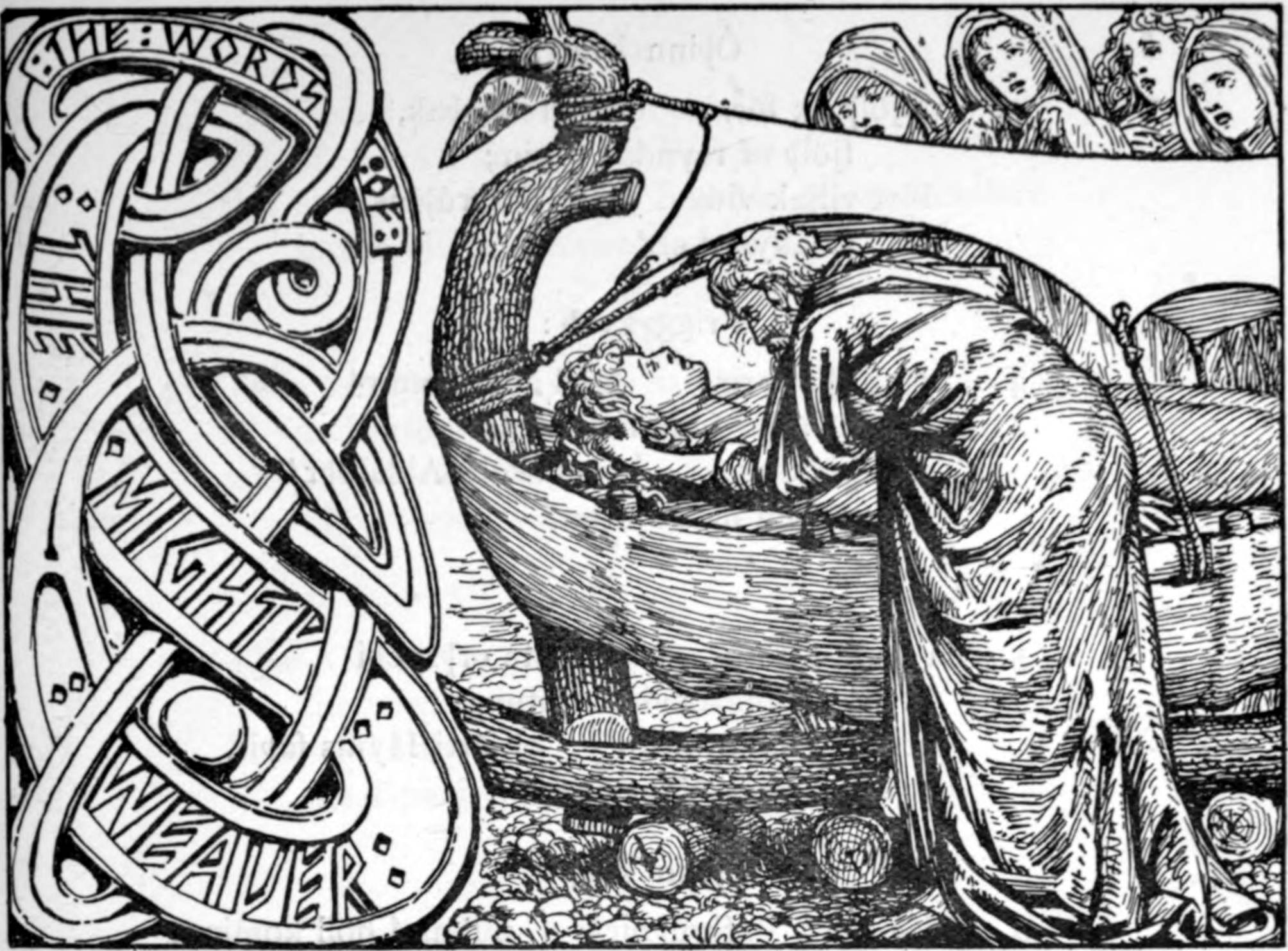
Ódinova poslední slova Baldrovi (ilustrace W.G. Collingwood, 1908)
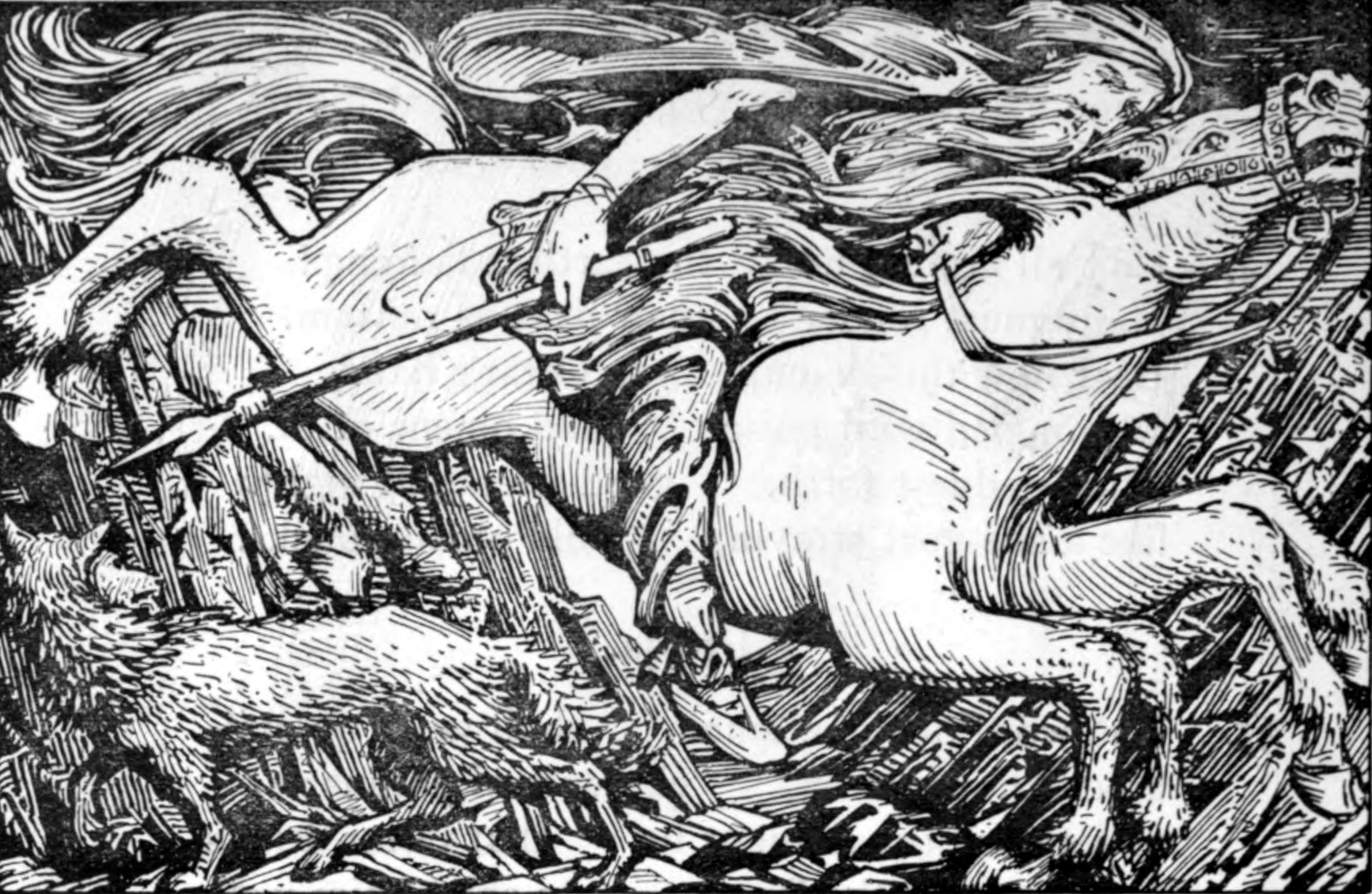
Ódin na oři Sleipnim (ilustrace W.G. Collingwood, 1908)
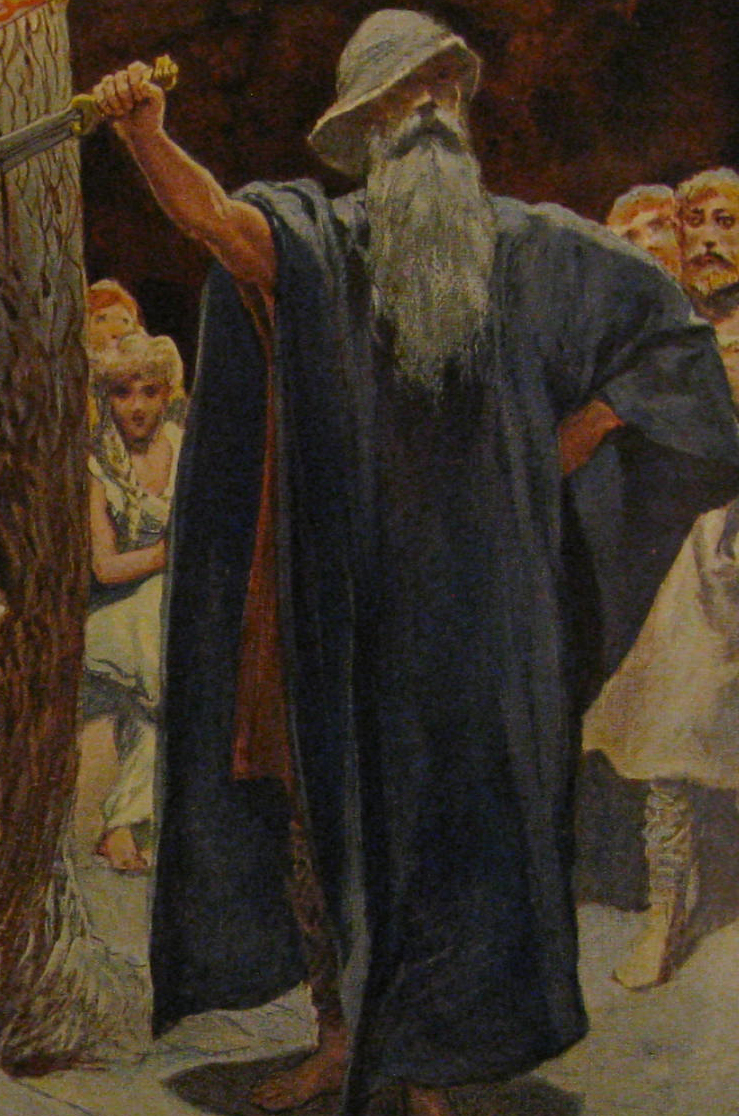
Ódin v síni Völsungů (Carl Emil Doepler)
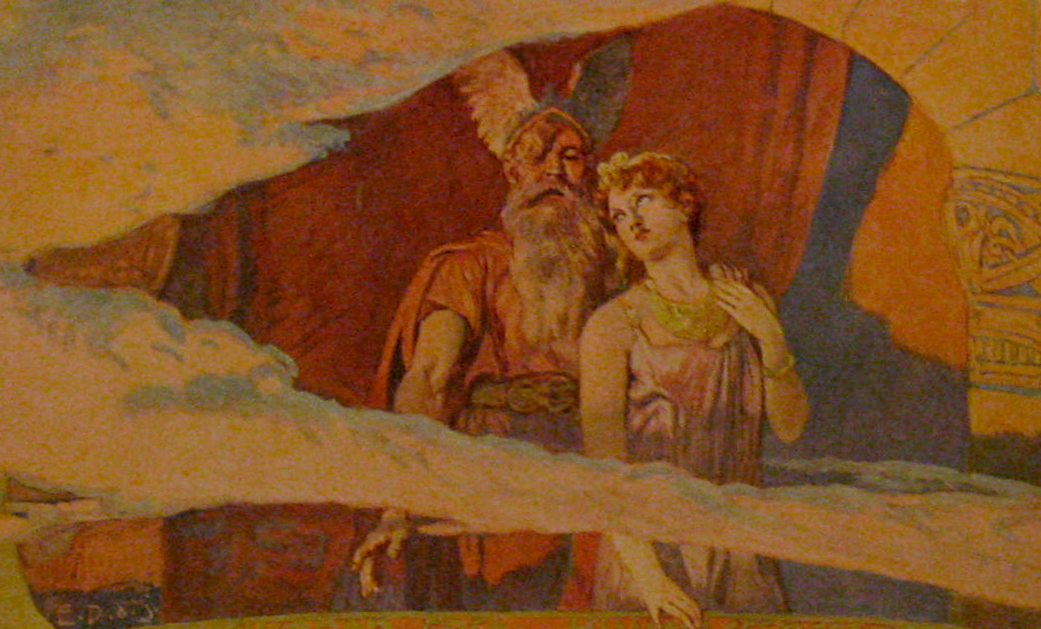
Ódin a Freya (Carl Emil Doepler)
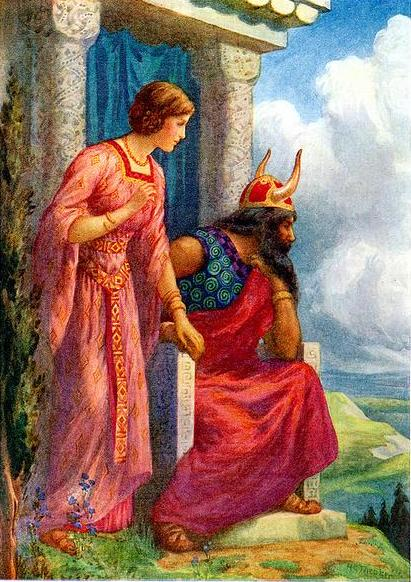
Ódin a Frigg (Harry George Theaker, 1920)
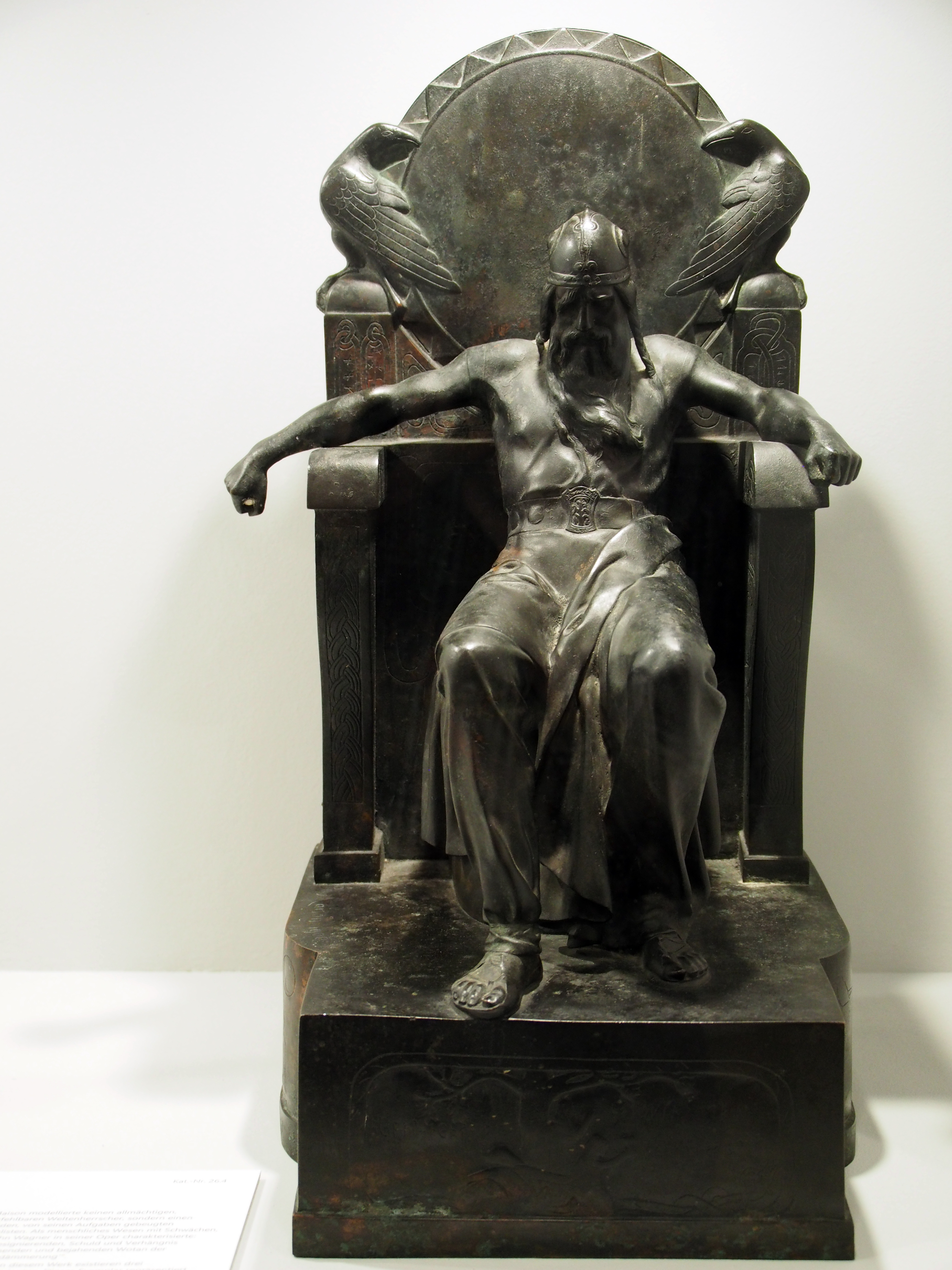
Bronzová socha Ódina od Rudolfa Maisona (1854–1904)
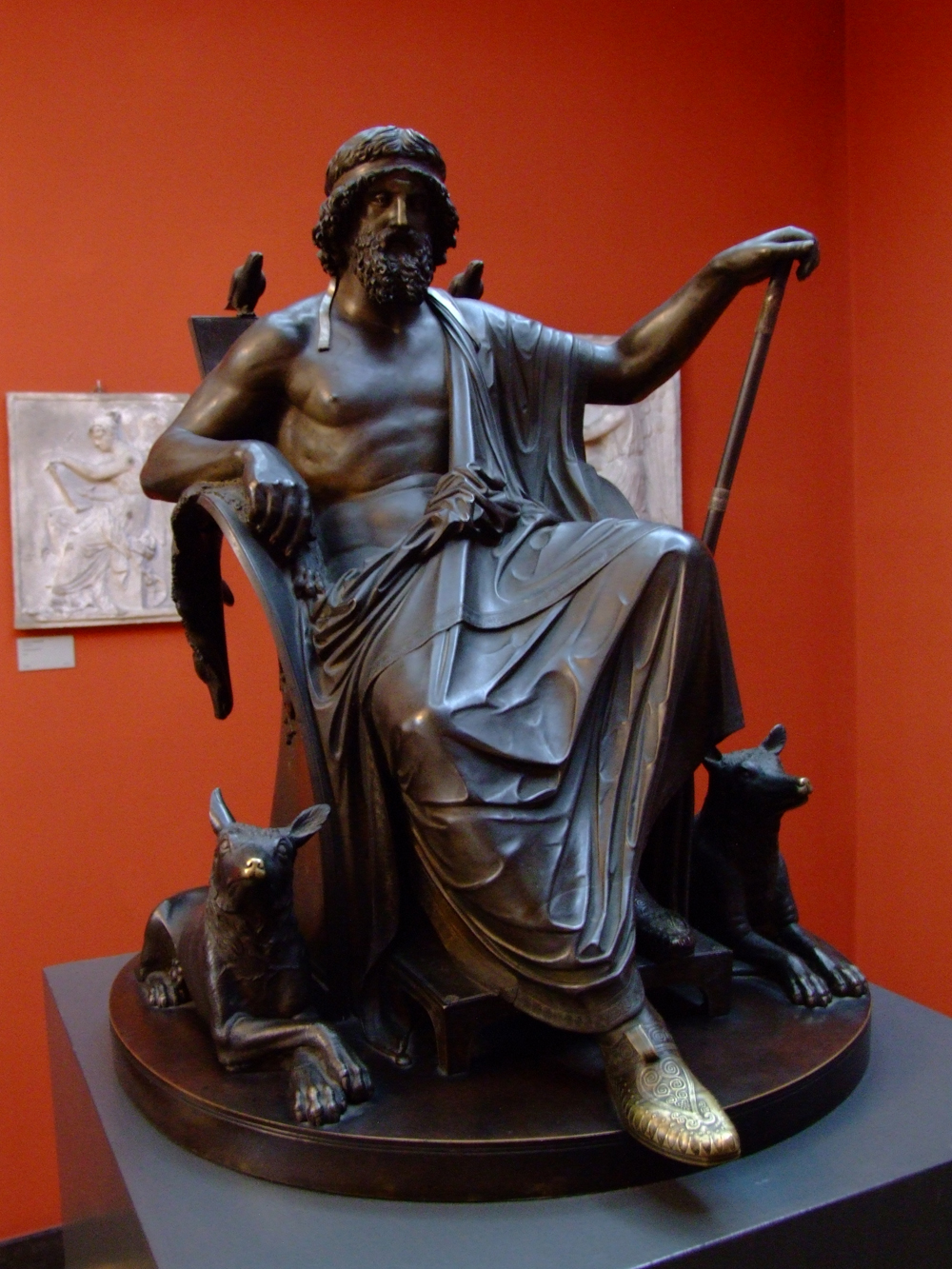
Socha Ódina (H. E. Freund, 1825–1827)

## Ódinova jména
Jména zmiňované v Snorriho mladší Eddě jsou zvýrazněna.
Podle vlastností:
| - Alda gautr - Alföðr (Otec veškerenstva) - Arnhöfði - Atriðr (Útočící jezdec) - Báleyg (S ohnivýma očima) - Biflidi (či Bilfindi) - Bileyg (Slabozraký) - Blindi (Slepý) - Bölverk (Zlo konající) - Brúnn (Ten hnědý) - Drauga dróttinn (Pán mrtvých) - Ennibrattr (Ten s rovným čelem) - Farmagud - Fengr (Chytač) - Fjölni - Gagnrád - Gangleri (Znavený chůzí) - Gautatýr - Göllnir (Řvoun) - Göndli (Ten s kouzly) - Grímni (Ten s kápí, Maskovaný) - Hanhagud (Bůh viselců) - Haptagud (Bůh zajatců) - Harbard (Tulák) - Hárr (Vysoký, Slepý) |  | - Herjan (či Herran, Pán vojenských zástupů) - Hjálmberi (Ten s helmou) - Hnikar (Vznětlivec) - Hnikud (či Nikud) - Hropt - Hroptatýr - Jálk (či Jálg, Zbavený síly) - Kjalar (Jedlík) - Olgr (Ochránce, Sokol) - Óski - Ómi - Sídhött (S dlouhou kápí) - Sigfödr (Otec vítězství) - Sigtýr - Svidur - Svidri - Svipal (Vrtošivý) - Thund - Uðr - Váfud (Vítr) - Valföðr (Otec zabitých) - Veratýr (Bůh lidí) - Viðurr (Ničitel, Zabiják) - Vidri - Ygg (Ten strašný) |

Podle zápisu:
- Óðinn*
- Odin
- Odinn
- Othin
- Wodan
- Wothan
- Wuodan
- Wuothan

## Zajímavosti
V románu autora Neila Gaimana Američtí bohové je jednou z hlavních postav pan Středa, což je ve skutečnosti bůh Odin, který snaží ostatní bohy přesvědčit, aby se sjednotili a stanuli proti moderním idolům.